# Terril de l'Héribus
 (janvier 2020).
Le terril de l'Héribus est un terril belge située à Cuesmes dans la commune de Mons dans le Hainaut.

## Description

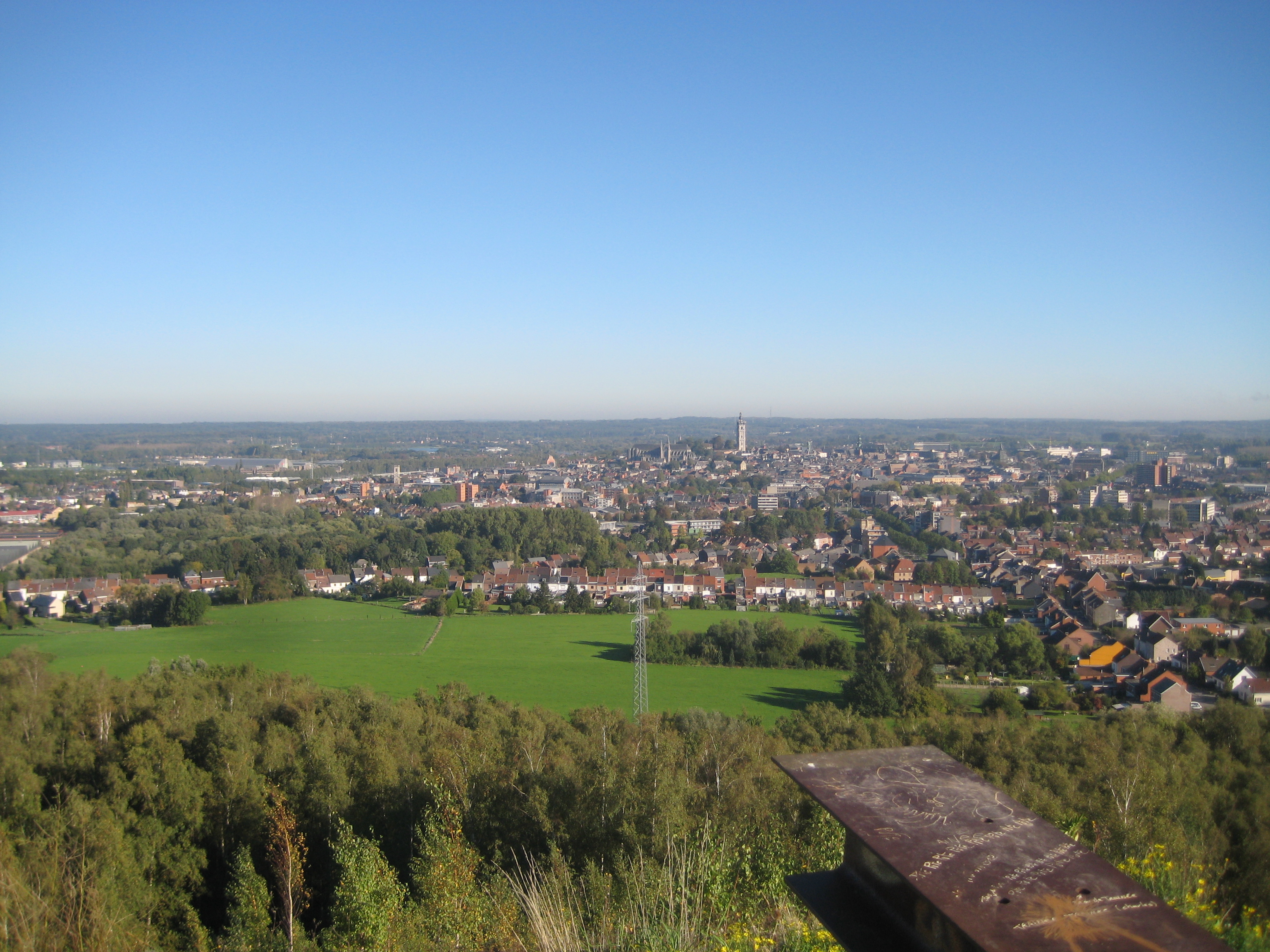
Vue depuis le terril de l'Héribus

Il s’élève a une altitude de 107 m et possède un volume de 6.000.000 m³ et s’étend sur une superficie de 18,24 ha.
Il a été utilisé de 1919 à 1968 et est principalement recouvert d'arbustes de mousses et de pelouses